# チェコ鉄道471系電車

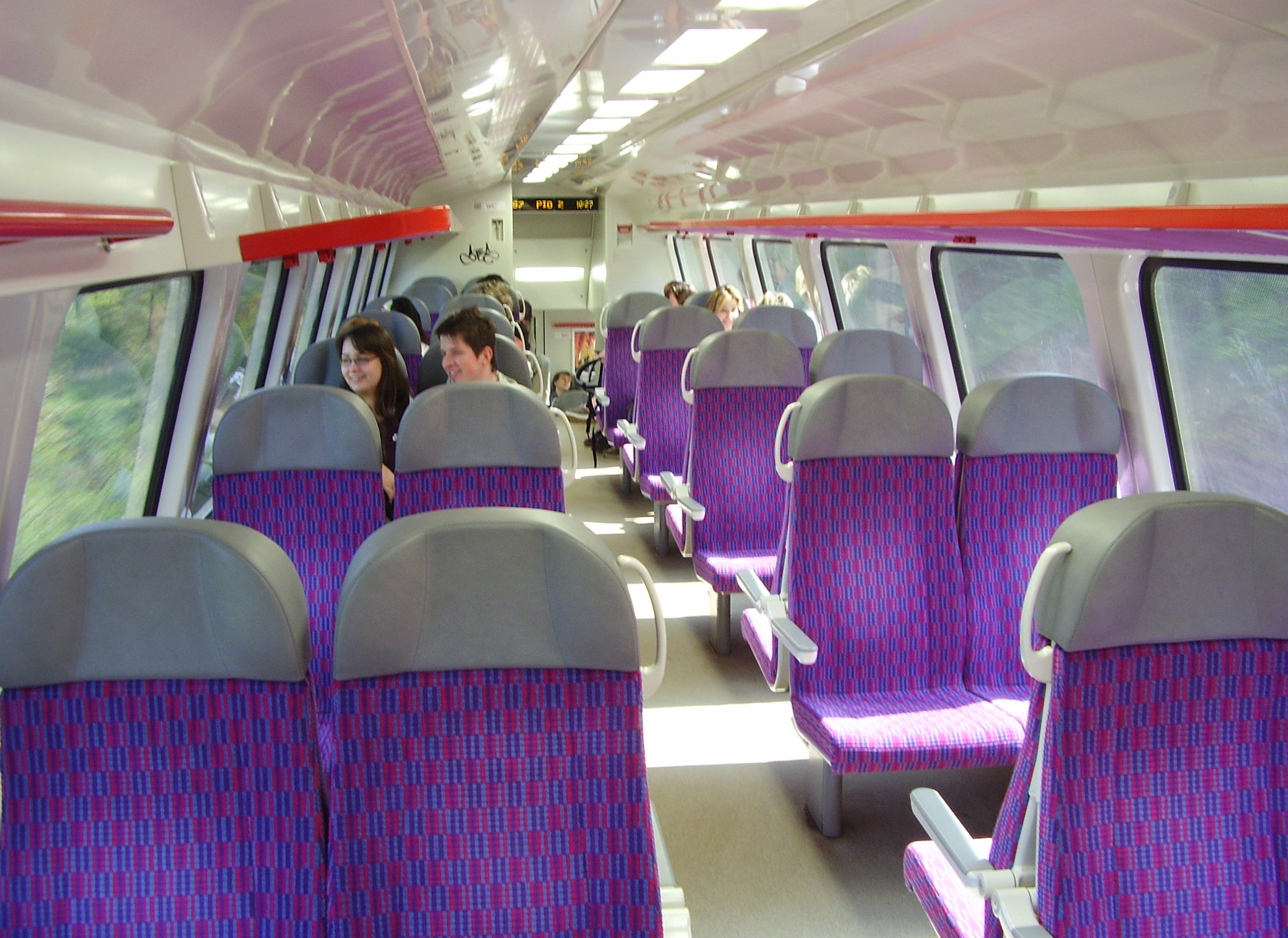
071形付随車のフロア内装

1（CityElefant）は、アルミニウム合金製車体の二階建て電車である471形電車（071形付随車、971形制御車）の愛称である。大都市の直流3 kV受電の路線の旅客交通用に位置づけられている。この列車は、プラハ郊外の路線で2000年以降徐々に451,452系電車の後継となる一方、470系電車の原型に完全には準拠してはいない。列車の製造元はチェコモラヴァ・コルベン・ダニェク・ヴァゴンカ・オストラヴァ工場とシュコダ・プルゼニ工場の合弁会社である。
列車は、鉄道会社の従業員と鉄道ファンの間で、「エシュス(飯盒)」 (「3両アルミ車」の意味で作られた蔑称)、後に「フリニーク(アルミ)」あるいは「レドヴェツ(氷河)」(大部分が白い初期の塗装より)のあだ名で呼ばれている。チェコ鉄道は2006年6月29日、この列車にシティエレファント（都市の象）と言う愛称を名付け、同時にトルトノフのアレシ・メルツが手掛けた新しい白-青-赤の色のデザインが適用された。以降の塗装はチェコ鉄道が採用している白-青のコーポレートカラーになっている。

## 歴史
列車は1992年にモラヴァスレスコ車両・ストゥデーンカとAEGにより開発され始めた。列車は470系を発展させた後継型式で、旧型式の試験運行での多くの経験を基にしている。1994年、シュコダ交通技術（現シュコダ輸送）も共同開発に入った。最初の5編成は2000年から2001年に切り替わる頃チェコ鉄道に納入された。2005年1月までに、古い設計の全16編成と追加の付随車071.0081両（471.002は2両編成として納入された）が納入され、2008年までに次の14編成が納入される予定であった。2006年に、チェコ鉄道とチェコモラヴァ・コルベン・ダニェク・ヴァゴンカが次期30編成納入についての契約にサインした。2007年4月半ばにはチェコ国鉄が27編成を運用し、2008年末にはチェコ鉄道が既に42編成を保有し、2010年9月に63編成が、2011年4月に全70編成が運用についた。2012年12月には81編成がチェコ鉄道の運用についていた。列車に与えられた編成番号は、027-030が順不同である以外、昇順の3桁の番号であった。031番以降の列車は2006年以降の契約で購入された。2009年末、チェコ鉄道は追加の、原則061から075までの番号が与えられる予定の15編成の契約を結んだ。納入は2011年末まで続いた。2011年1月に、8編成、金額は17.5億コルナ（約90億円）で2013年春まで供給する最後の契約が行われた。4編成はモラヴァ・スレスコ県のオストラヴァ - モスティ・ウ・ヤブルンコヴァの、他の4編成はプラハ - ベネショフの路線用に位置づけられ、40%が地域輸送プログラムでのEUとの共同出資であった。この名目で広告ステッカーを取り付けた列車もある。

## 技術仕様
列車の全ての車両は2階建て車両で、乗車口が線路の天辺から550 mmの高さ（ホームの高さ）にある。連結器間の編成長は79.2メートルで、重量は155.4トンである。車体はアルミ合金から作られた素材で溶接されている。列車の最高速度は140 km/hで、設計速度は160 km/hである（451型と452型の列車は最高速度100 km/h）。公式な列車定員は643人で、座席は340席ある（2等席287席、1等席23席）。1等席のエリアは動力車の上の階にあり、編成の他の車両は2等席のエリアのみである。編成全体が空調、ハプス社の視聴覚システムINISS（駅統合情報システムの意味。ファンの間ではアンドゥラの名前でも知られる）を備え、一方で乗客用エリアの窓は開かず、No.16からNo.60までが使用している窓には非常換気フラップも無い。列車の非常乗車スペースは、車椅子の乗客用のリフトが備えられている。
列車の動力車の駆動は、ダブルスター結線の三相誘導駆動モーターが個別に軸を回す、2つの二軸台車によって行われる。駆動インバーターは水冷IGBTモジュールを使用している。インバーターは最大逆電圧3.3 kVのオイペク製素子を使用している。
029,030編成と061以降の編成は短絡非常ブレーキシステムを備えている。
列車制御は自動車両誘導、自動速度制御、手動モードの3つのモードが可能である。制御システムは、一運転席から連結4編成の制御が可能となっている。実際、特に一度に多数編成を輸送する際（例えば、車庫回送）に使用されている。
設計寿命は最低40年である。列車の価格は製造時で約2.16億コルナ（約11億円。付加価値税除く）である。

## 派生系列

### チェコ共和国
長距離対応も含めた、交直流対応の派生形の可能性についても考えられている。次のモジュラー派生型については、複数の最高速度120, 140, 160, 200 km/hおよび内装のバリエーションでの単/複電圧編成について、2007年4月にチェコ鉄道が言及していた。数回の注文を経て全83編成が製造され、全て元々の単電圧形となった。

### 輸出
- リトアニア鉄道575系 (140 km/h, 25 kV 50 Hz)[17]
- 鉄道企業体スロバキア671系 (160 km/h, 3 kV DC, 25 kV 50 Hz)[18]
- ウクライナ鉄道EJ675形 (160 km/h, 3 kV DC, 25 kV 50 Hz)[19]
- 鉄道企業体スロバキア951系 (160 km/h, 電動車無しのプッシュプル編成)
- ドイツ鉄道 – DBレギオが6編成(プッシュプル,189 km/h)を機関車シュコダ109E形機関車とともに発注した。列車は2016年納入。

## 運営と運用

### プラハ車両管区

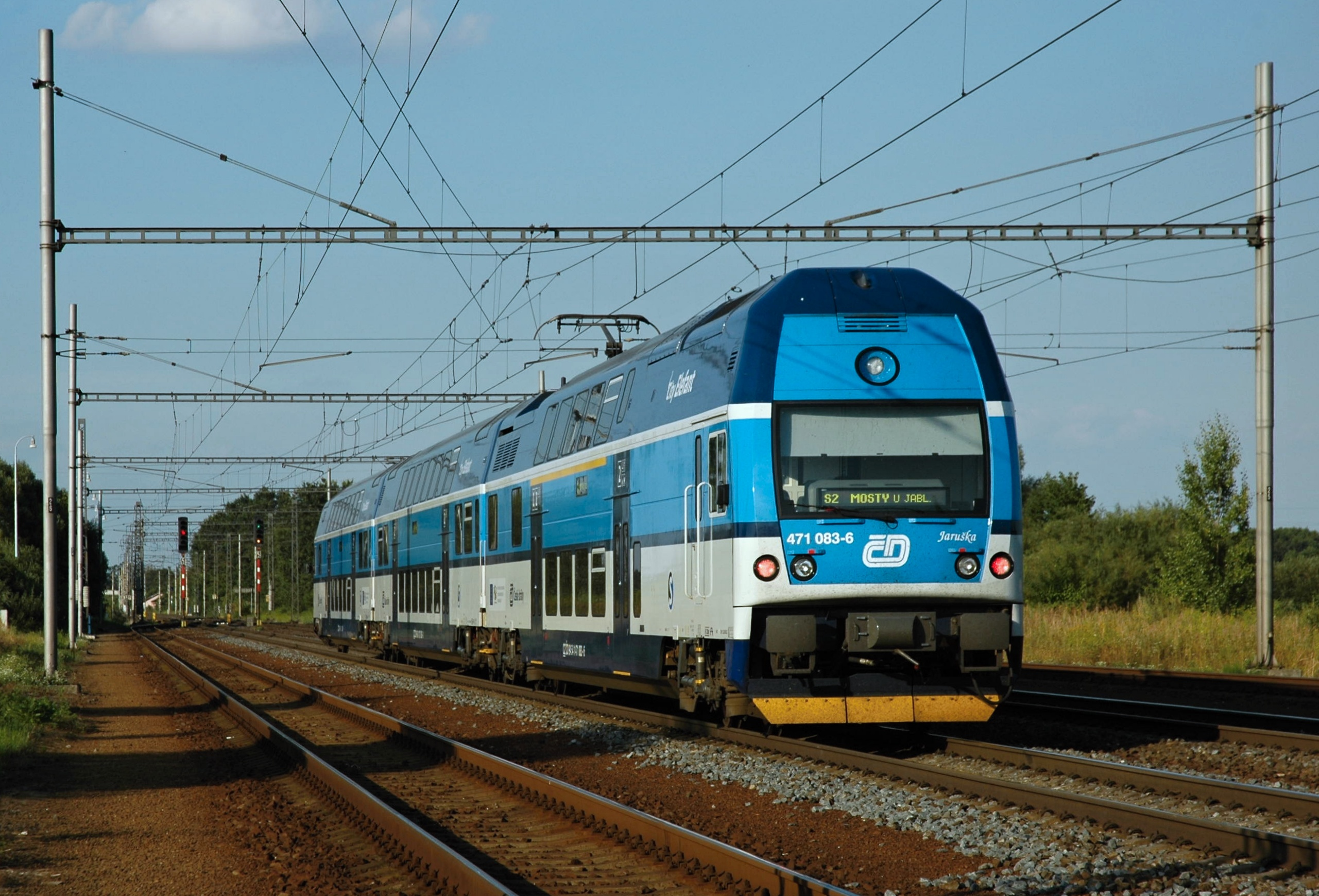
最後に製造された編成 - 471.083

納入された列車の殆どはプラハ車両管区が運用し、運転所はプラハ南ヤード（プラハONJ）である。エスコシステムの系統において、首都郊外（コリーン、ニンブルク、クラルピ・ナド・ヴルタヴォウ、ベロウン、ベネショフまで）の全電化路線の近郊輸送に配備されている。特に乗降客の多い便では、多編成制御を使用した2編成連結列車も運行している。追加の運行区間には、コリーン - パルドゥビツェ - チェスカー・トルジェボヴァーのルート、最終的にはレトフラドまでの普通列車が含まれていた。実験的に、2013年に制定されたルールで、プラハとモラヴァ・スレスコ県の特急便でも2連結471系列車が運行した。2009 - 2012年の間に、プラハの列車の週末延伸運転で、ヂェチーンからモストまで停まる車両にも使用されたが、レギオパンター列車投入によりこの区間から除外された。この場所は、平日162形機関車駆動の従来編成が運行するプラハ - ヂェチーン間特急で、週末に適用され始めた。

### オロモウツ車両管区
12編成をオロモウツ車両管区が運行し、ボフミーン運転所に所属している。ボフミーンまでは編成番号024, 025, 035, 054から058, 080から083の編成が所属している。2006年12月10日よりオストラヴァ・スヴィノフ - オパヴァ東駅線とオストラヴァ・スヴィノフ - チェスキー・チェシーン線で2編成が運行している。最初の2編成は正式に「オストラヴァとオパヴァ」と名付けられ、3編成目の名前は「モラヴァ・スレスコ県」、4編成目は「ボフミーン」、5編成目は「ハヴィールジョフ」、6編成目は「チェスキー・チェシーン」である。オストラヴァで、チェコ鉄道は少なくとも15編成の使用を計画したが、後にこの決定は見直されて12編成が残った。モストティ・ウ・ヤブルンコヴァ - カルヴィナー - オストラヴァ - ストゥデーンカ (2015年よりオストラヴァ・モシノフ空港へ行く便もある)、チェスキー・チェシーン - ハヴィールジョフ - オストラヴァ - オパヴァの2幹線の普通列車が主な運行範囲である。平日のみの運行便では古い460系の車両が補助的に使用される。

### 事故

#### ウースチー・ナド・ラベムでの事故
2010年6月28日、動力車471.005-9の列車によりウースチー・ナド・ラベムで事故が発生した。事故で運転手が死亡した。事故の主な背景は、事故時点では建設中の支線への分岐器が理由で50 km/h制限があったのに、列車速度が108 km/hになっていたことであった。列車は大きく損傷した。修理後、制御車971.005の車体が新造車体に置き換えられ、運用に復帰した。

#### プラハ・リベニでの事故
2011年8月23日深夜、プラハ・リベニで、コリーン発プラハ行の普通列車と、チェコ鉄道貨物の入換用機関車742.330との衝突事故が発生した。事故で、乗員2人、乗客2人の計4人が負傷した。全損害額は1300万コルナ（約7000万円）に昇り、うち600万コルナ（約3000万円）が動力車471.003の損害であった。

#### オストラヴァでの事故
2011年10月22日夜、971 025 + 471 025編成が、ポランカ連絡線のオドラ川沿い地域で脱線した。事故で運転手の他、乗客6人が負傷した。事故原因は視界の悪さで、運転手が停止信号を見逃しオストラヴァ・スヴィノフ駅方面に運転し続けたことであった。オドラ分岐線で反対方向の線路に進入し、約60-80 km/hの速度で脱線した。事故は地上に降りられない場所で起きたので、負傷した乗客は代替編成に乗らなければならなかった。

#### ポルジーチャニでの事故
2014年12月30日 - 971.074 + 362.161

#### プラハ・マサリク駅での事故
2015年7月14日 - 471.040 (車止めを越えて駅のコンコースへ脱線した)

### 引用
ロブコヴィツ司教は、2009年12月4日にオストラヴァで、「この車両を利用するであろう全てのひとを守れ」と祈りの言葉を新列車に捧げた。

## ギャラリー
- 471系電車がプラハのマサリク駅を発車する。

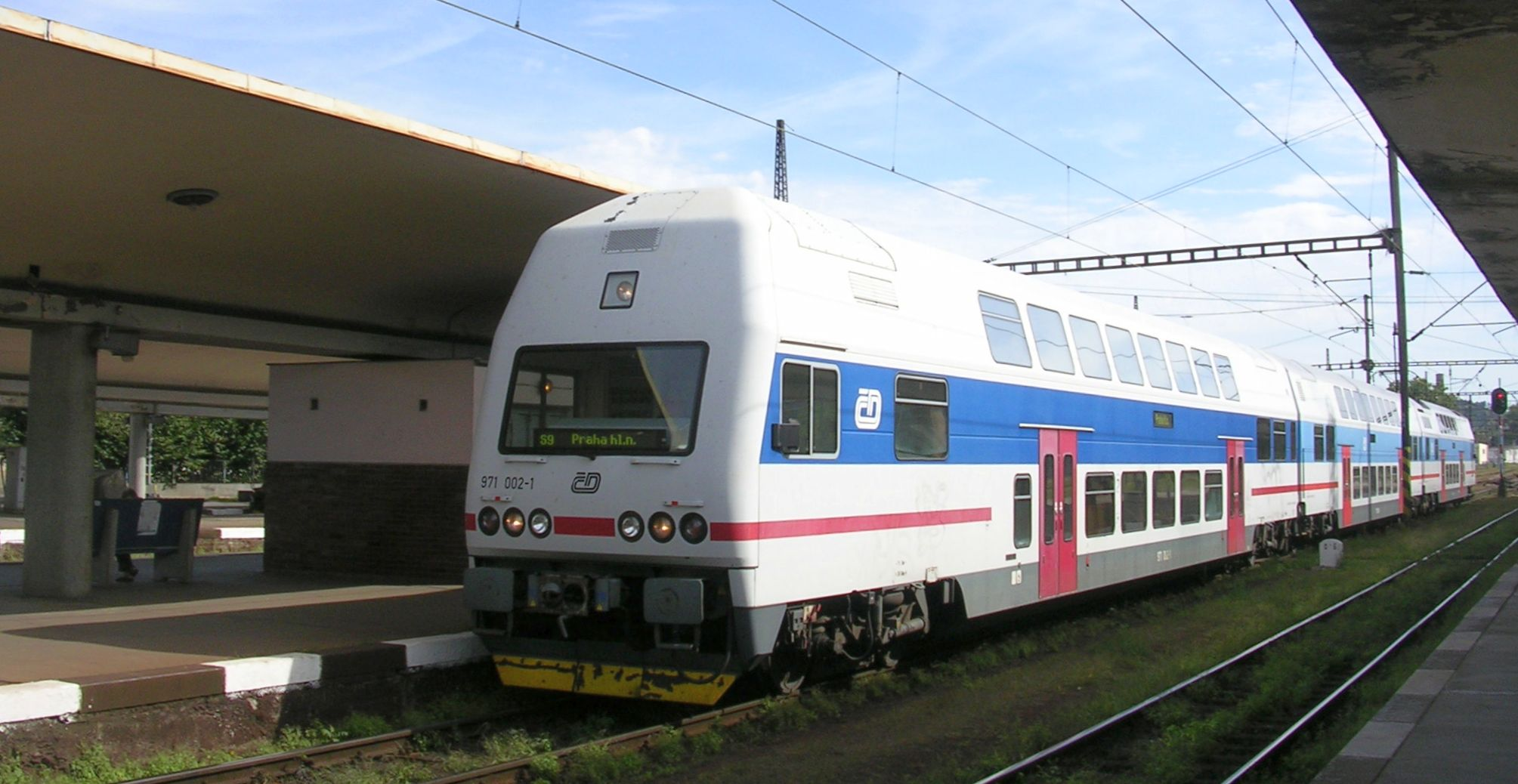
プラハ・スミーホフ駅の471系編成。最初の塗装バージョン「氷河」。
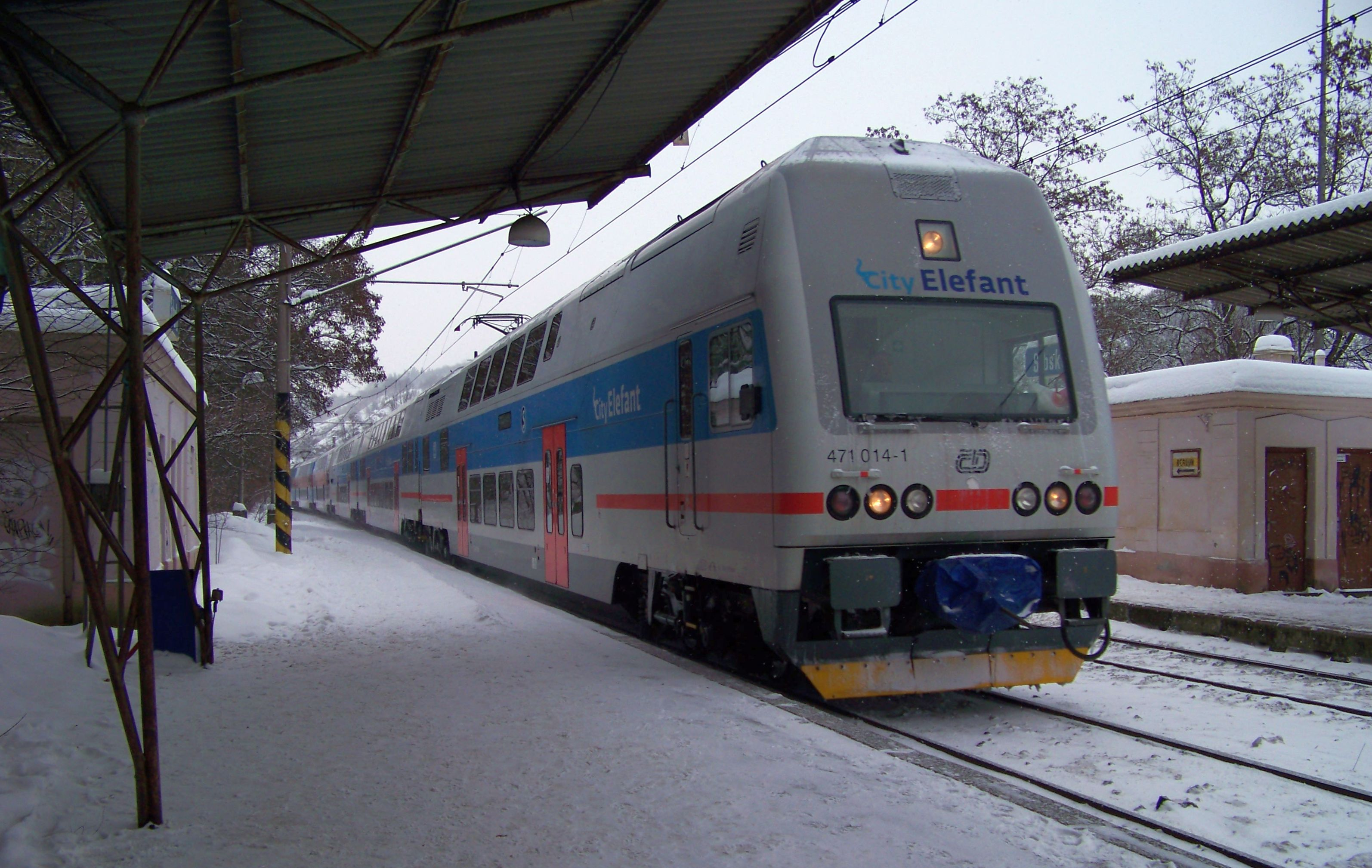
スルブスコの471系編成。最初の塗装バージョン。
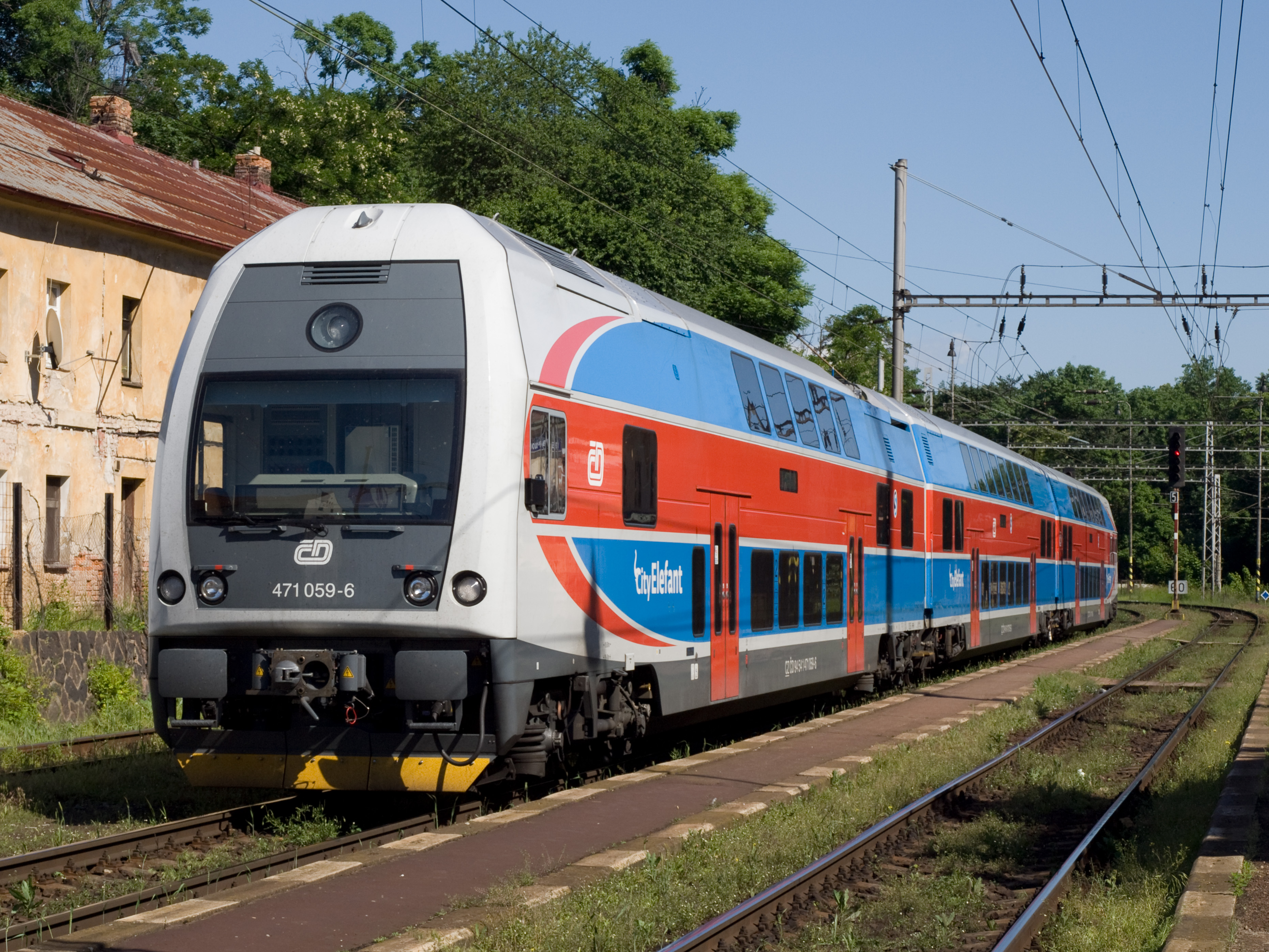
プラハ・ブベネチ駅に停車中の、最初に供給された471系列車。塗装「都市の象」。
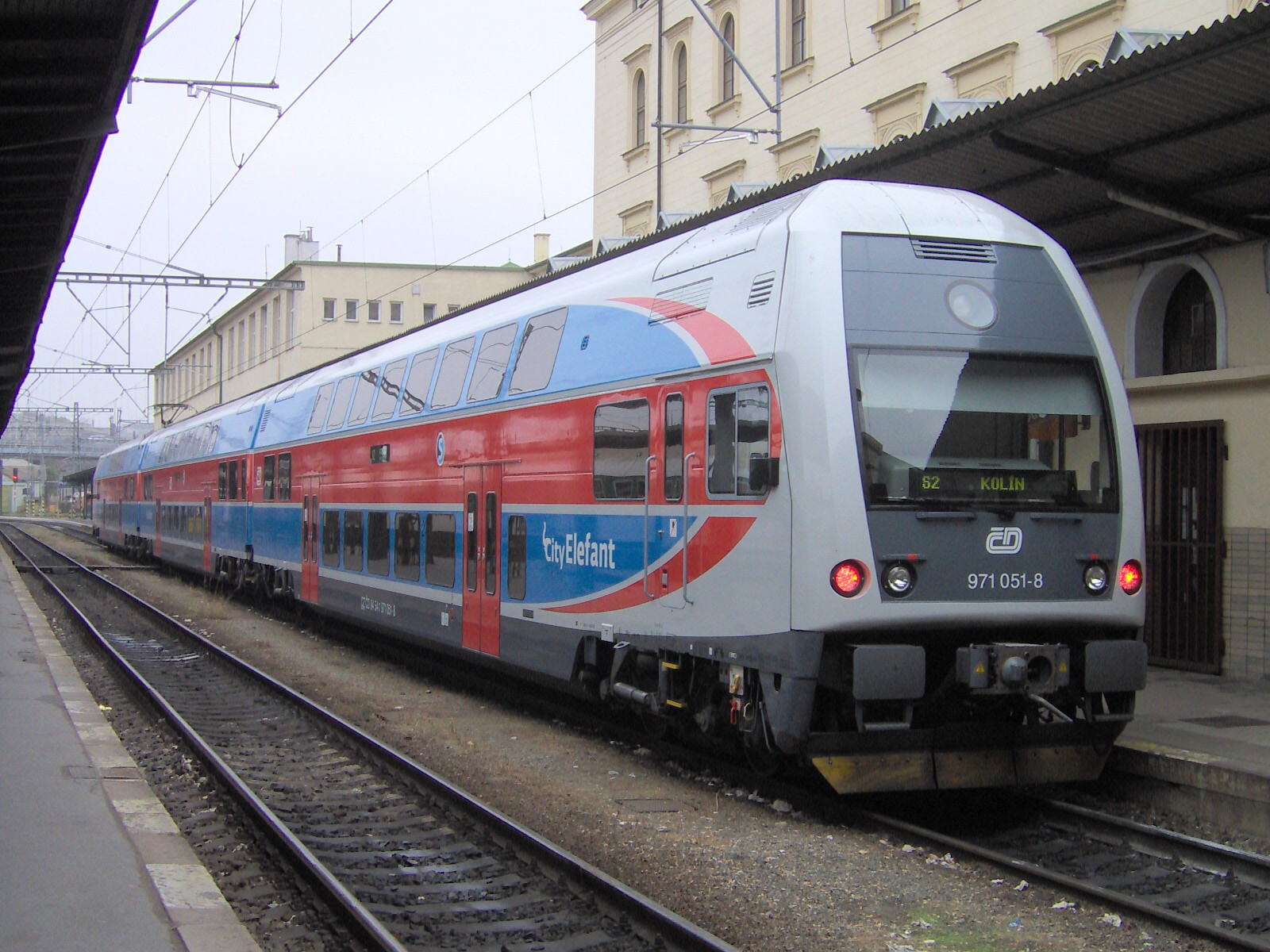
マサリク駅での、「都市の象」編成制御車。
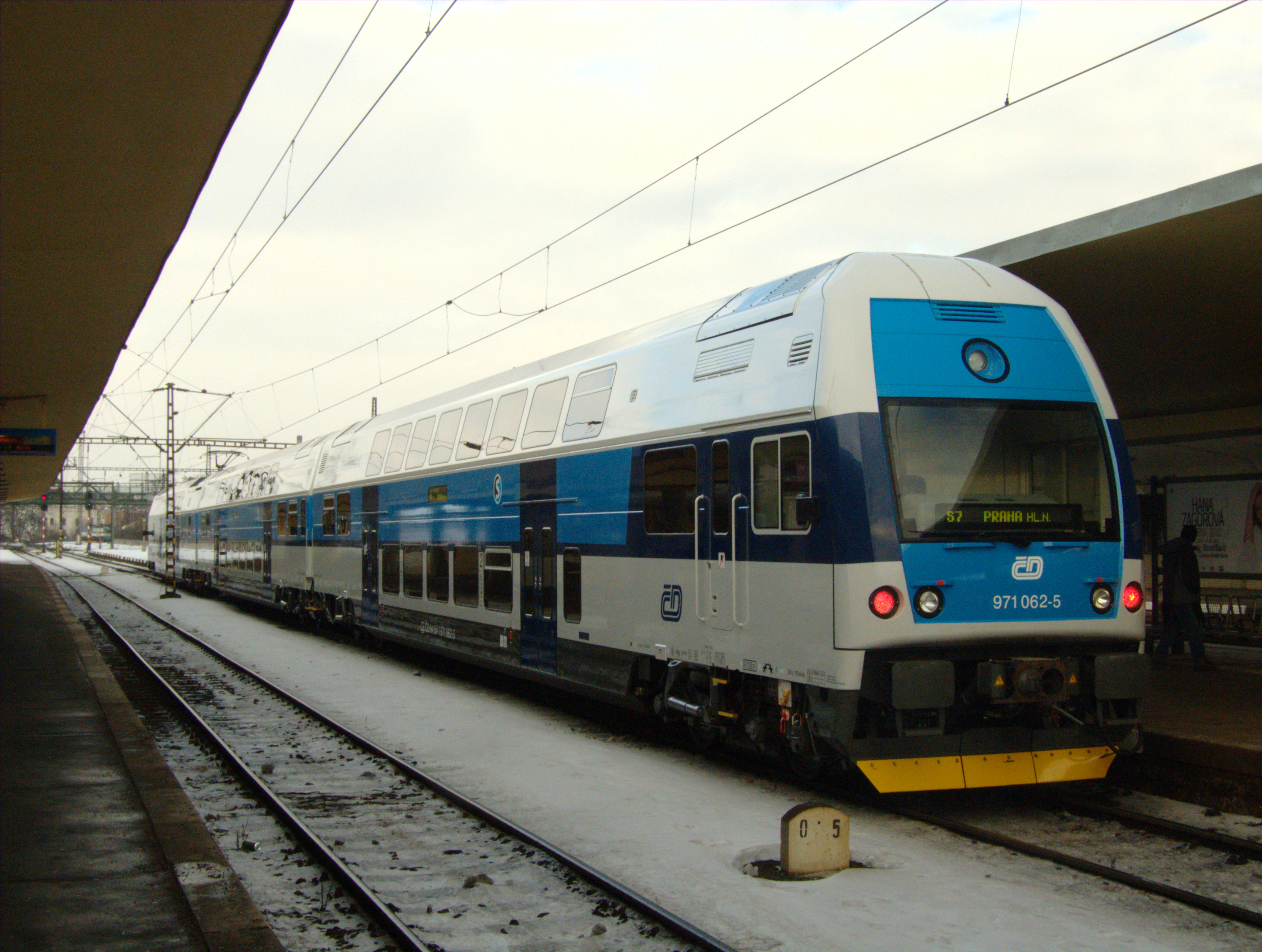
プラハ・スミーホフ駅での、「都市の象」編成制御車。コーポレートカラー塗装。
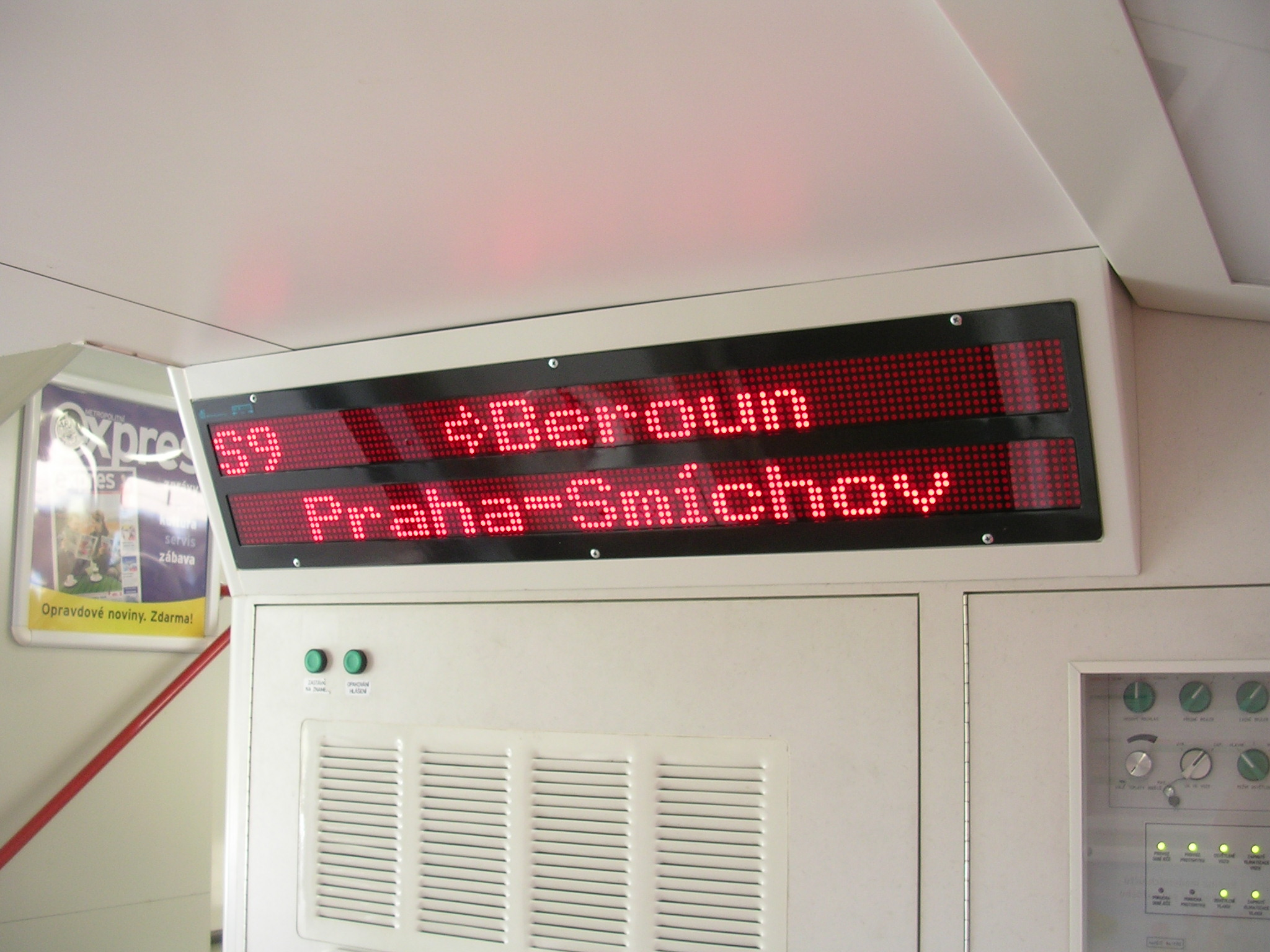
車内情報ディスプレイ
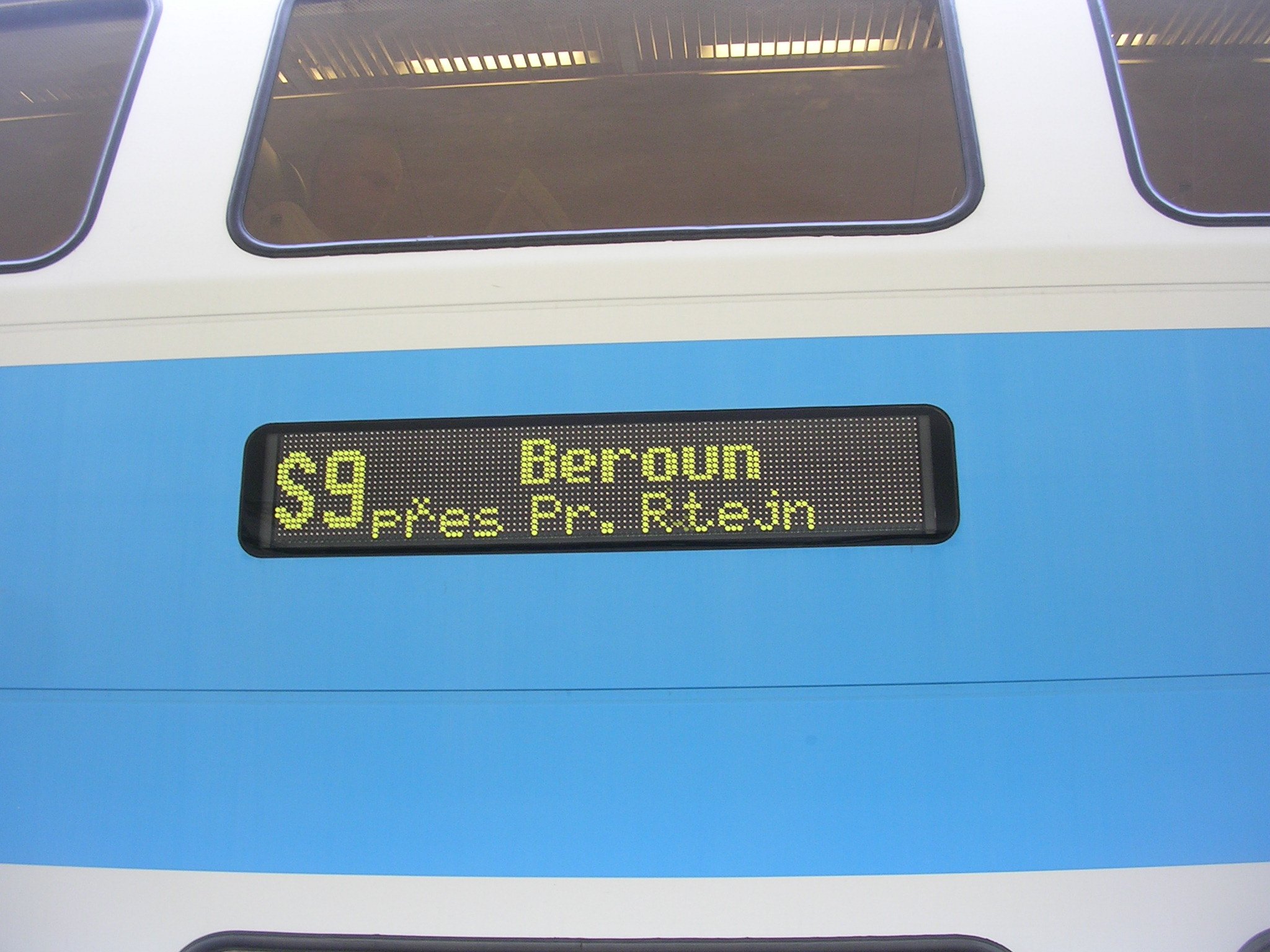
車外情報ディスプレイ